# لنگستریت (لوئیزیانا)
لنگستریت (به انگلیسی: Longstreet) شهری در ایالت لوئیزیانا کشور ایالات متحده آمریکا است که جمعیت آن در سرشماری سال ۲۰۱۰ میلادی، ۱۵۷ نفر بوده‌است.